# Kloster Sonnenkamp

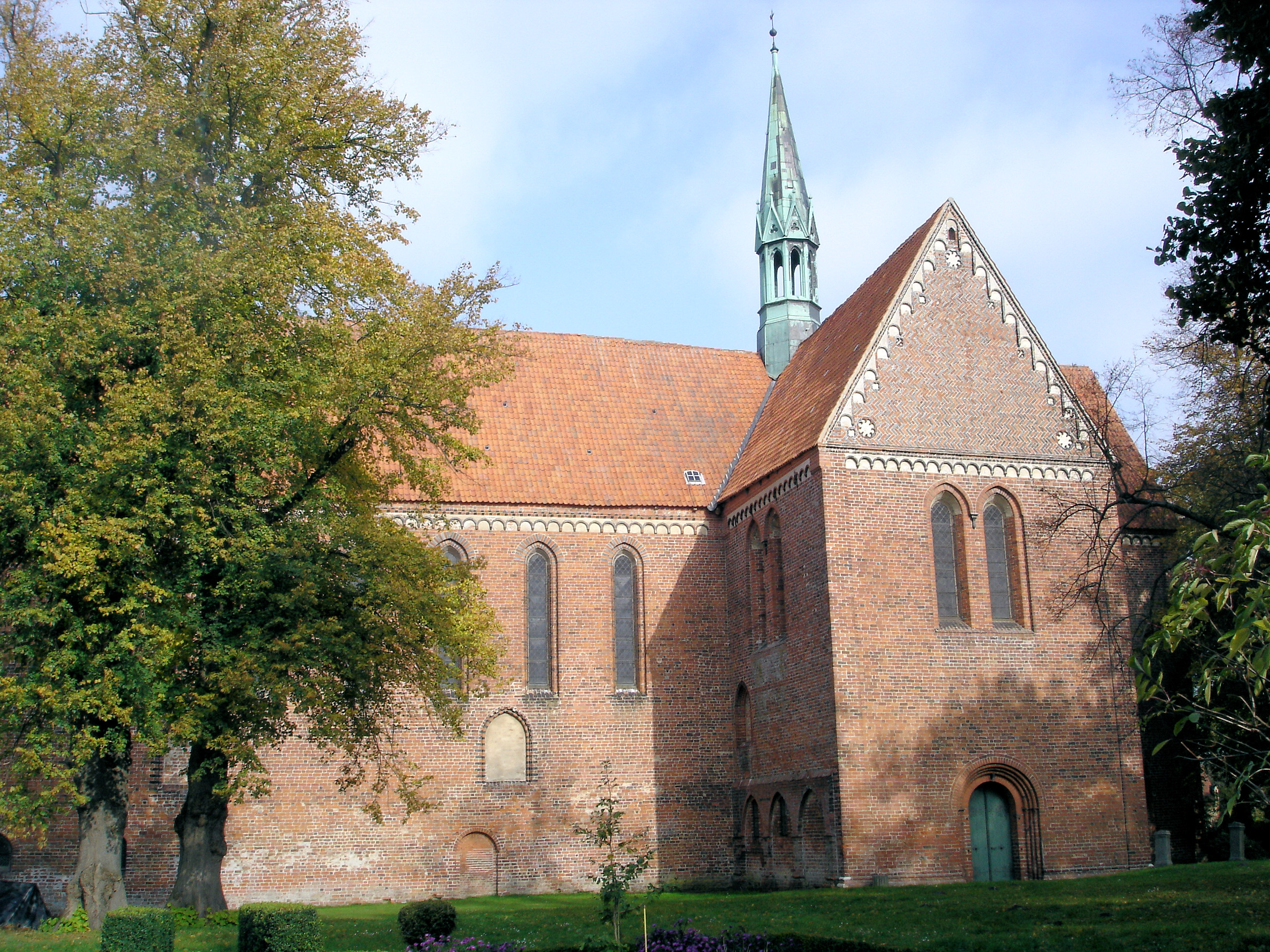
Kirche von Süden (2008)

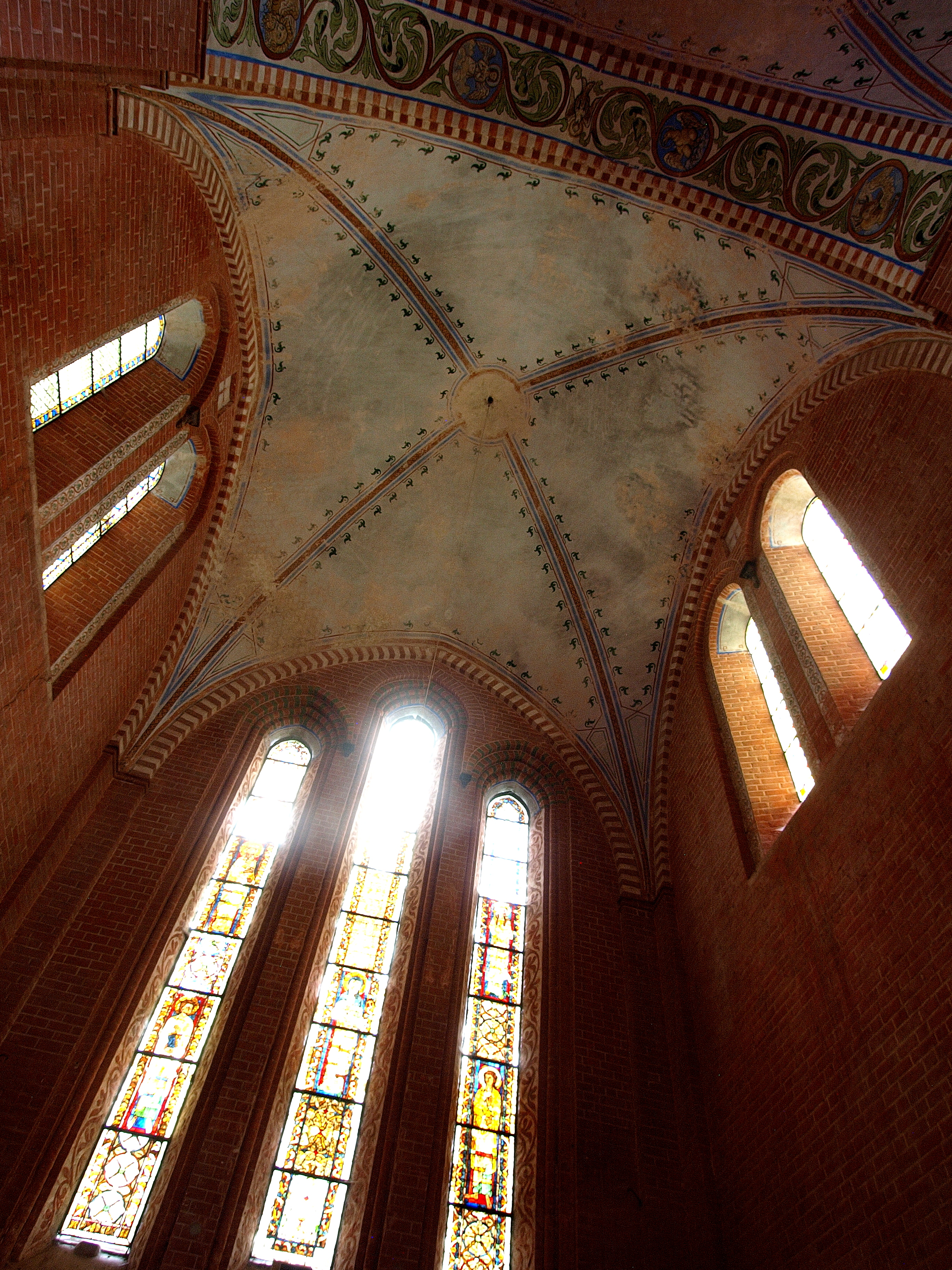
Chor

Das Kloster Sonnenkamp in Neukloster wurde 1219 von Heinrich Borwin I. und dem Schweriner Bischof Brunward in Parchow als Nonnenkloster gegründet, zog aber schon nach acht Jahren in den Ort Kuszin, das spätere Neukloster.

## Geschichte
Bereits 1171 hatte sich Bischof Berno von Schwerin verpflichten müssen, in seinem 1160 gegründeten Bistum Schwerin ein Nonnenkloster zu errichten. Infolge der um 1178 ausgebrochenen Unruhen misslang der Versuch einer Stiftung in Bützow. 1191 verstarb Bischof Berno.

### Klostergründung in Parkow
Als tüchtiger und tatenfroher Mann versuchte es um 1210 der neue Bischof Brunward gemeinsam mit dem Fürsten Borwin I. in Parkow, dem heutigen Parchow bei Westerbrügge, nicht sehr weit vom Kloster Doberan entfernt, das erste Nonnenkloster des Landes zu gründen. 1211 der Gottesmutter und dem Evangelisten Johannes geweiht, führte es den Namen Sonnenfeld oder Sonnenkamp. Die Gründung erwies sich jedoch nicht als fruchtbar und so wurde das Kloster in die schützende Nähe der slawischen Burg Kutschin (Kuczin, Cuszin) mit dem schon etwas mehr beruhigten Hinterland verlegt. Das wendische Dorf Cuszin übernahm fortan den Namen Campus Solis, Sonnenkamp, der jedoch bereits nach 1250 von der auf die Umsiedlung zurückzuführende Bezeichnung Neukloster verdrängt wurde.

### Gründung des Klosters St. Maria im Sonnenkamp
Nach der fürstlichen Gründungsurkunde mit Siegel hatten 1219 Fürst Borwin I. mit seiner zweiten Ehefrau Adelheid und mit Bischof Brunward und seinem Domkapitel den Gründungsakt des neuen Klosters St. Maria im Sonnenkamp vollzogen. Neben Abt Johannes von Lübeck wurde hier schon der neue Doberaner Abt Mattheus als Zeuge genannt. Nach einer zweiten bischöflichen Urkunde mit Siegel bestätigte Bischof Brunward 1219 die Klostergründung im Sonnenkamp nach den Regeln des heiligen Benedikt. Nachdem ab August 1219 der Fürst Borwin I. und Bischof Brunward wieder im Land waren, erfolgte am 1. Oktober 1219 in der Zisterzienserabtei Doberan die Beerdigung des ersten christlichen Fürsten Mecklenburgs, Pribislav II. Es ist anzunehmen, dass während dieser Versammlung vor hohen Gästen und vornehmen Zeugen dort auch das erste Frauenkloster als NEUES KLOSTER begründet wurde. Historische Namensformen sind Sunnevelt (1219), nunc Campus soli Vocatur (1219), Novum Claustrum (1243), Nyghencloster (1291), Nyencloster (1398) und Nyenkloostere (1399).
Der im Sonnenkamp eingezogene Nonnenkonvent kam aus der Niederlassung zu Parkow. Auch das Marienkloster in Bergen auf Rügen war als Mutterkloster beabsichtigt gewesen, doch eher kam das Benediktinerinnenkloster in Arendsee in der Altmark in Frage, denn Adelheid, die zweite Gemahlin Fürst Borwins I., war eine märkische Prinzessin, die durch gute Beziehungen zum Kloster Arendsee die ersten Benediktinerinnen nach Mecklenburg brachte.
Nach 1245 nahm der Konvent die Regeln der Zisterzienser an, was vermutlich auf den Einfluss der mächtigen Zisterzienserabtei Doberan zurückzuführen ist. In einem Schutzbrief des Papstes Clemens IV. vom 26. Mai 1267 wurde erstmals über ein zisterziensisches Kloster als Cysterciensis ordinis berichtet und das Kloster werde durch eine Priorin regiert und befolge die Regeln des heiligen Benedikt nach den Gewohnheiten der Zisterzienserbrüder ….

### Das eigentliche Kloster
Schon bald nach der Neugründung wurde offenbar mit großer Tatkraft der Bau begonnen. In unverhältnismäßig kurzer Zeit war in drei Bauperioden (1219–1227–1240) das große Gotteshaus im Wesentlichen erbaut und konnte 1236 der heiligen Jungfrau Maria und dem heiligen Johannes Evangelista geweiht werden. Vermutlich waren Bauleute des 1220 fertiggestellten Ratzeburger Doms an der Erbauung beteiligt.
Im 13. und 14. Jahrhundert erwarb das Kloster durch Schenkungen, Kauf und Tausch umfangreiche Gebiete. Allein zwischen 1319 und 1320 fanden sieben Fürstenbesuche statt. 1362 befanden sich 37 Dörfer und Güter in seinem Besitz. Es verfügte bei diesen Kultivierungsaufgaben auch über die niedere, später sogar über die höhere Gerichtsbarkeit.
Das gesamte Klosterleben der Gemeinschaft folgte einer strengen Ordnung. An der Spitze des Konvents stand von Anfang an eine Priorin, keine Äbtissin. In Abhängigkeit vom zuständigen Diözesanbischof von Schwerin war sie nicht nur die gottgesetzte Obrigkeit für die Nonnen, sondern auch Rechtsvertreterin des Klosters zusammen mit dem Propst. Der Propst war auch Archidiakon für die sehr weit auseinanderliegenden Patronatskirchen in Brunshaupten, Kessin, Below, Techentin, Dabel, Nakensdorf, Bäbelin und Nakenstorf. Die Verwaltung der wirtschaftlichen Angelegenheiten und internen Bedürfnisse im Kloster oblagen der Celleraria, die äußeren Aufgaben wirtschaftlicher Art wurden durch den Propst wahrgenommen. Die Nonnen unterhielten eine Klosterschule, auch für Singeschüler der näheren Umgebung. Sie leisteten Krankenpflege und gewährten Durchreisenden Unterkunft.
Nach 1400 wurde das am weitesten von der Kirche entfernt stehende Haus wohl aus Spenden der Reliquienwallfahrer neu errichtet. Durch die Verehrung von Reliquien und die damit verbundene große Anzahl von Wallfahrern war der Vorgängerbau zu klein geworden. Bischof Detlev von Ratzeburg und Bischof Rudolph von Schwerin bewilligten am 8. August 1399 und am 30. Juli 1400 Ablass all denen, die in reumütiger Gesinnung auf dem Hohen Chore ausgestellten Reliquien besuchen und verehren würden. Dabei wurden Almosen für einen notwendigen Bau erbeten.

### Das Kloster nach der Reformation
In einer Urkunde vom 28. März 1460 erwähnt Herzog Heinrich eine innerkirchliche Reformation im Kloster Sonnenkamp und am 25. Dezember 1520 soll es erneut reformiert worden sein.
1552 schickte Herzog Ulrich I. von Mecklenburg-Schwerin als Administrator den ersten lutherischen Prediger Joachim Reimers aus Rostock nach Neukloster. Er durfte nicht in die Klosterkirche und wohnte mangels eines Pfarrhauses im Fischerhaus. Einige Jahre nach Einführung der Reformation in Mecklenburg 1549 auf dem Landtag an der Sagsdorfer Brücke nahe Sternberg wurde auch das Kloster Sonnenkamp 1555 säkularisiert. Ein Aufhebungsprotokoll ist nicht vorhanden. Noch 1581 lebten unter der „papistischen“ Anna von der Lühe Nonnen im Kloster, die sich 25 Jahre nach der verfügten Aufhebung entschieden der verlangten Herausgabe des Kirchenornates widersetzten. Zehn Jahre später wurde 1592 schon vom Abbruch einzelner Klostergebäude und dem einsetzenden Verfall der Klosteranlage berichtet.
Nach dem Fahrenholzer Teilungsvertrag 1621 wurde Herzog Johann Albrecht II. Eigentümer und Neukloster wurde fürstlicher Amtssitz. Nach dem Dreißigjährigen Krieg fiel 1648 der Klosterbesitz mit der Stadt Wismar und Teilen der Insel Poel an Schweden. Unter König Gustav IV. gelang es 1803 Herzog Friedrich Franz I. im Malmöer Pfandvertrag von 1803 diese Gebiete gegen eine Summe von 1,25 Millionen Taler auszulösen und für 100 Jahre an Mecklenburg zu binden. 1903 verzichtete Schweden auf die Einlösung.
Zwischen 2006 und 2008 wurde der alte Klostergarten südlich der Propstei als Streuobstwiese wieder hergestellt. Im Zuge der Arbeiten kamen auch die Grundmauern eines spätmittelalterlichen Gebäudes zum Vorschein. Der Lage nach scheint es sich um die ehemalige Wasserkunst der Klosteranlage zu handeln, die das Wasser einer Quelle am Sonnenberg zu den Klostergebäuden, wie Brauhaus und Backhaus, verteilte. Der Umriss der Wasserkunst wurde mit Back- und Feldsteinen im Garten nachgezeichnet.

## Die Klosteranlage

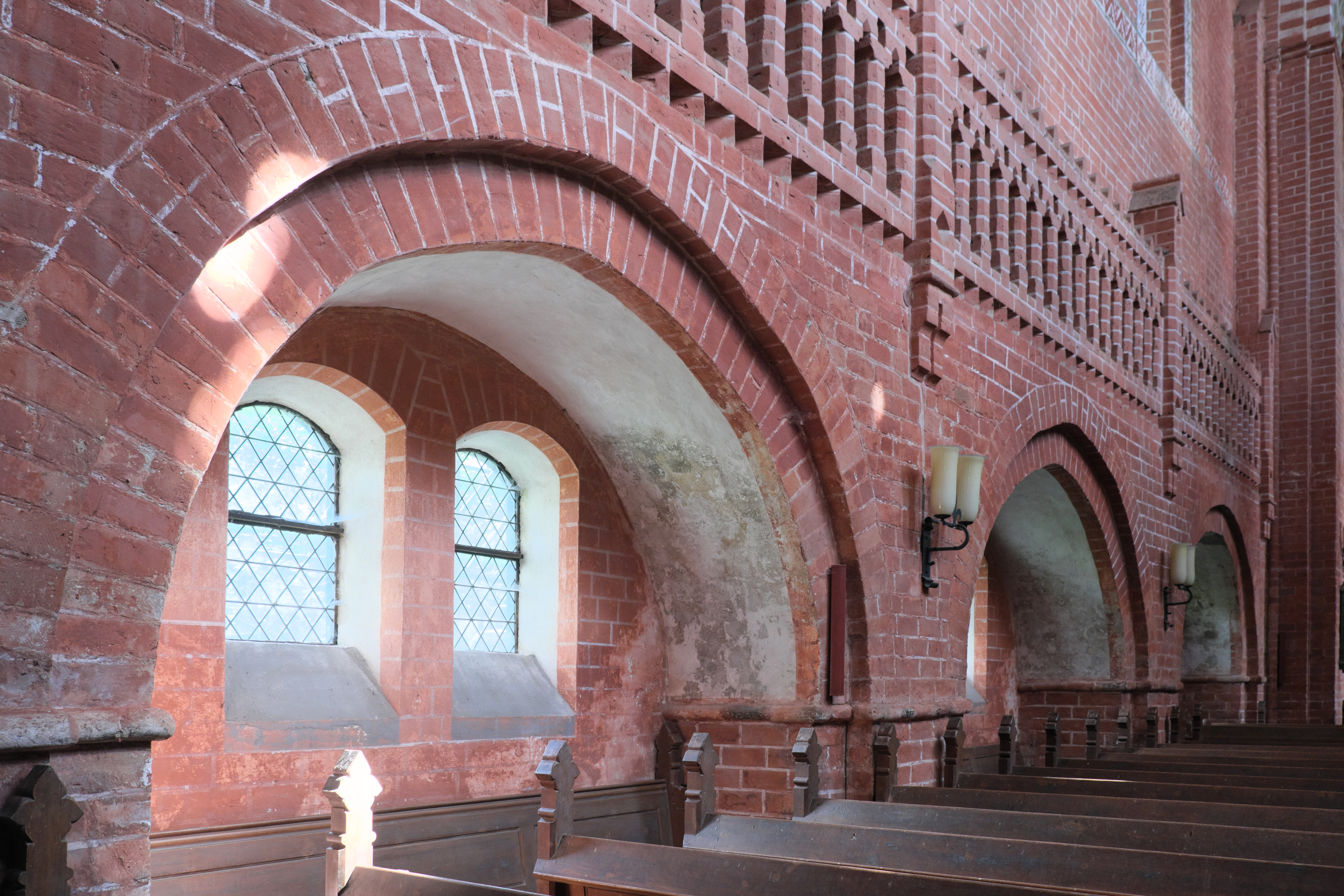
Vermauerte Arkade zum abgetrennten Nordseitenschiff

Nur ein kleiner Teil der Klostergebäude hat sich bis in die heutige Zeit erhalten. Dazu gehören neben der Kirche noch der Glockenturm und die Propstei mit dem Rest des Braunshaupt genannten Gebäudes. Die Klausur mit den Konventsgebäuden fehlen.

### Klosterkirche
Die Klosterkirche St. Maria gehört zu den ältesten erhaltenen steinernen Bauten Mecklenburgs. Während die untere Hälfte der Umfassungsmauern von Chor und Querhaus noch aus einer spätromanischen Bauphase Mitte der 1230er Jahre stammt, entstand der obere Mauerbereich um 1240 ab Sohlbankhöhe der Querhausfenster mit einem anderen Backsteinformat und in frühgotischen Formen. Die Lisenen des Chorgiebels sind oben etwas breiter, die des Südquerhauses oben etwas schmaler. An Chir und Querhaus wurden nur in den oberen Teilen dunkel glasierte Backsteine verwendet, an Fenstern, Friesen und Giebeldreiecke. Um Mitte 1244 wurde das dendrochronologisch datierte Dachwerk aufgerichtet und unmittelbar danach die Giebel aufgemauert. In der anschließenden dritte Bauphase wurde das Langhaus errichtet. Mit aufwändigem Backsteindekor ist sie an der oberen Zone der Ostteile orientiert, in der großen Form aber etwas schlichter. Die Ostteile sind eingewölbt, das Langhaus ist auf eine Holzdecke angelegt. Im Rohbau wurde es um 1250 fertiggestellt. Die Gewölbe der Ostteile schließen in ihrer Konstruktion an die vereinfachte rippenlose Form westfälischer Domikalgewölbe an.
Zunächst hatte die Kirche im Winkel zwischen Chor und Südquerhaus zwei niedrige Kapellen und an der Nordseite des Langhauses ein niedriges Seitenschiff. An die südliche Längswand des Mittelschiffs grenzte der Nordflügel des Kreuzgangs.

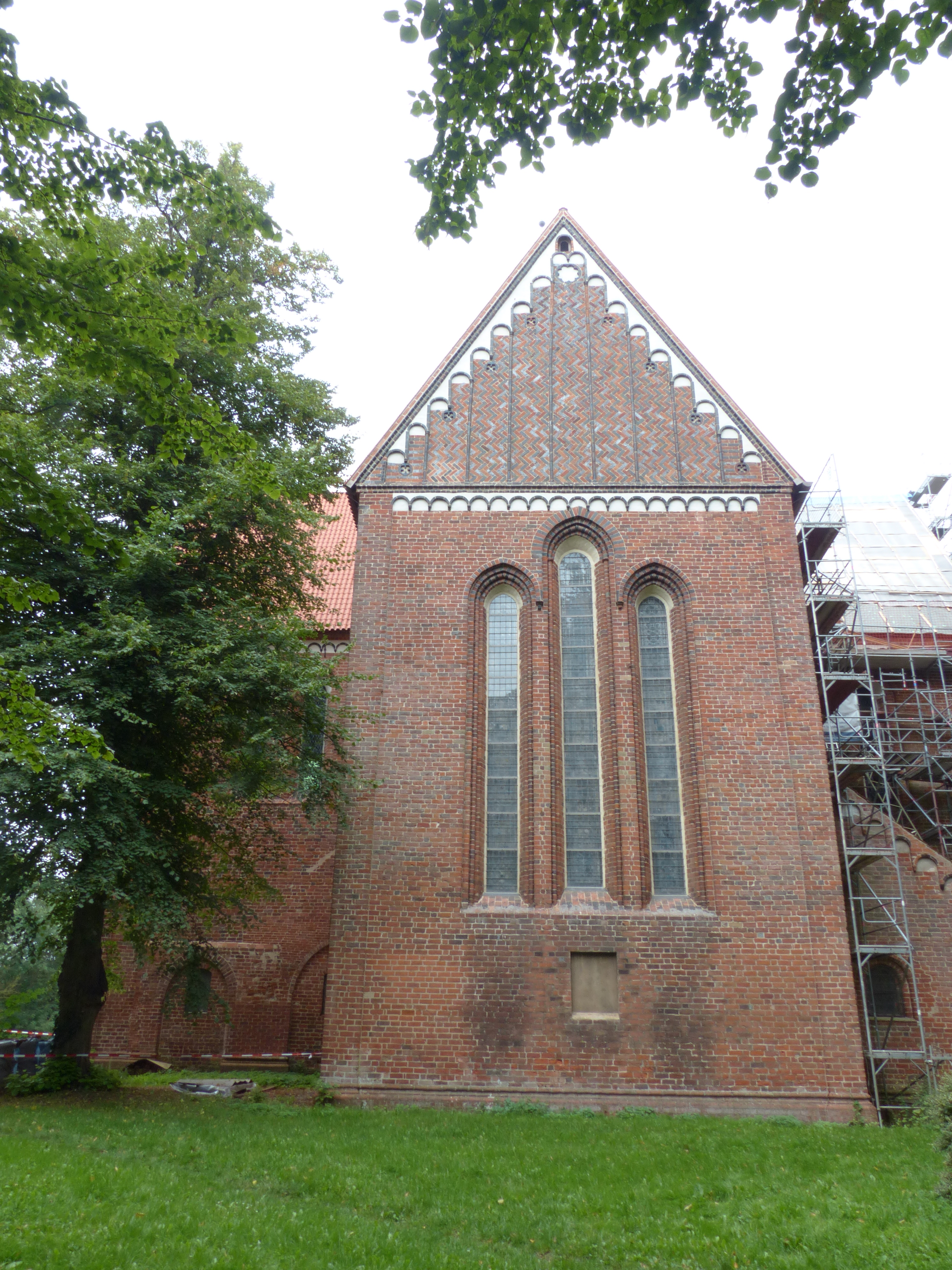
Chorgiebel
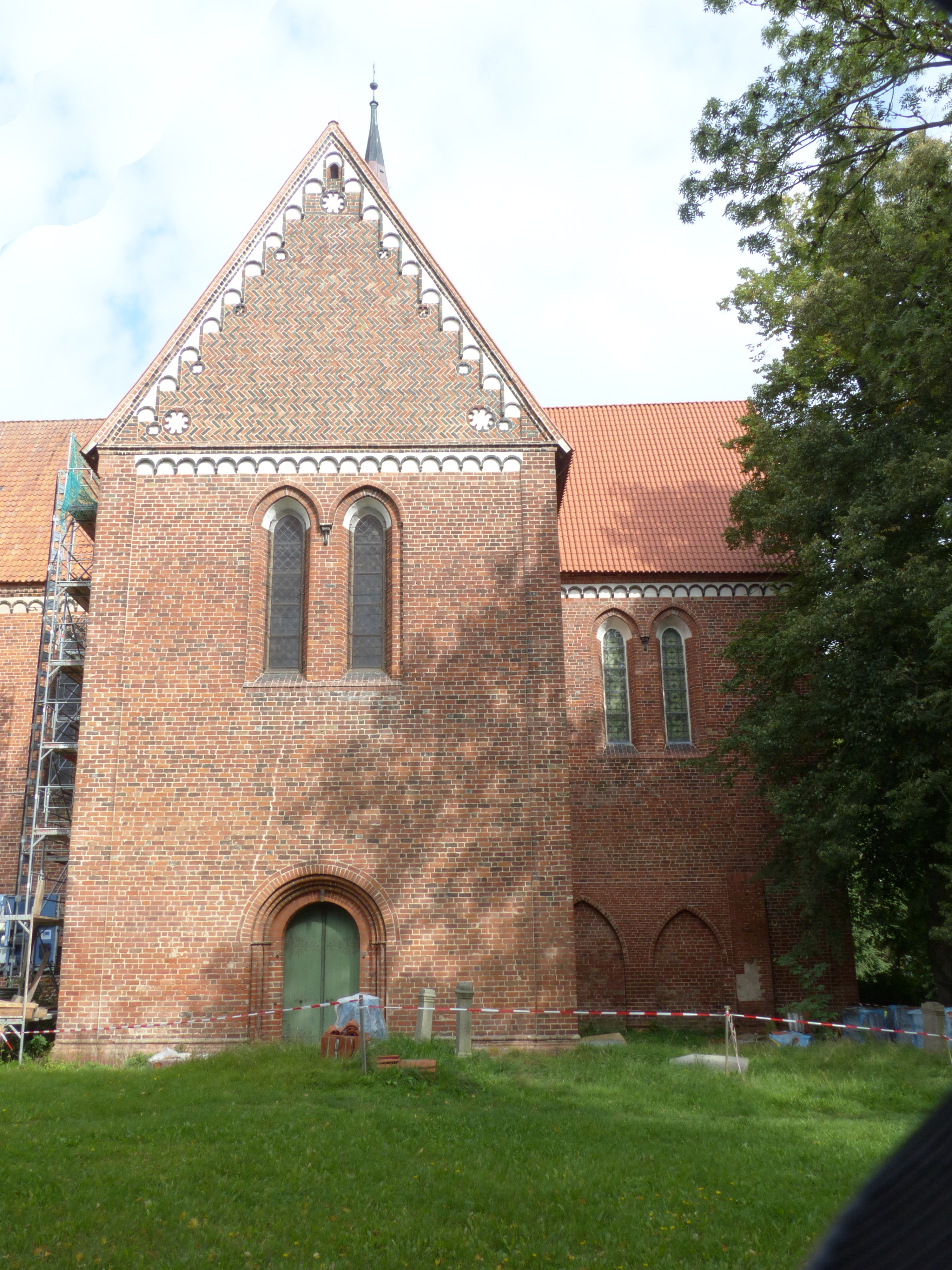
Südquerhaus und Chor
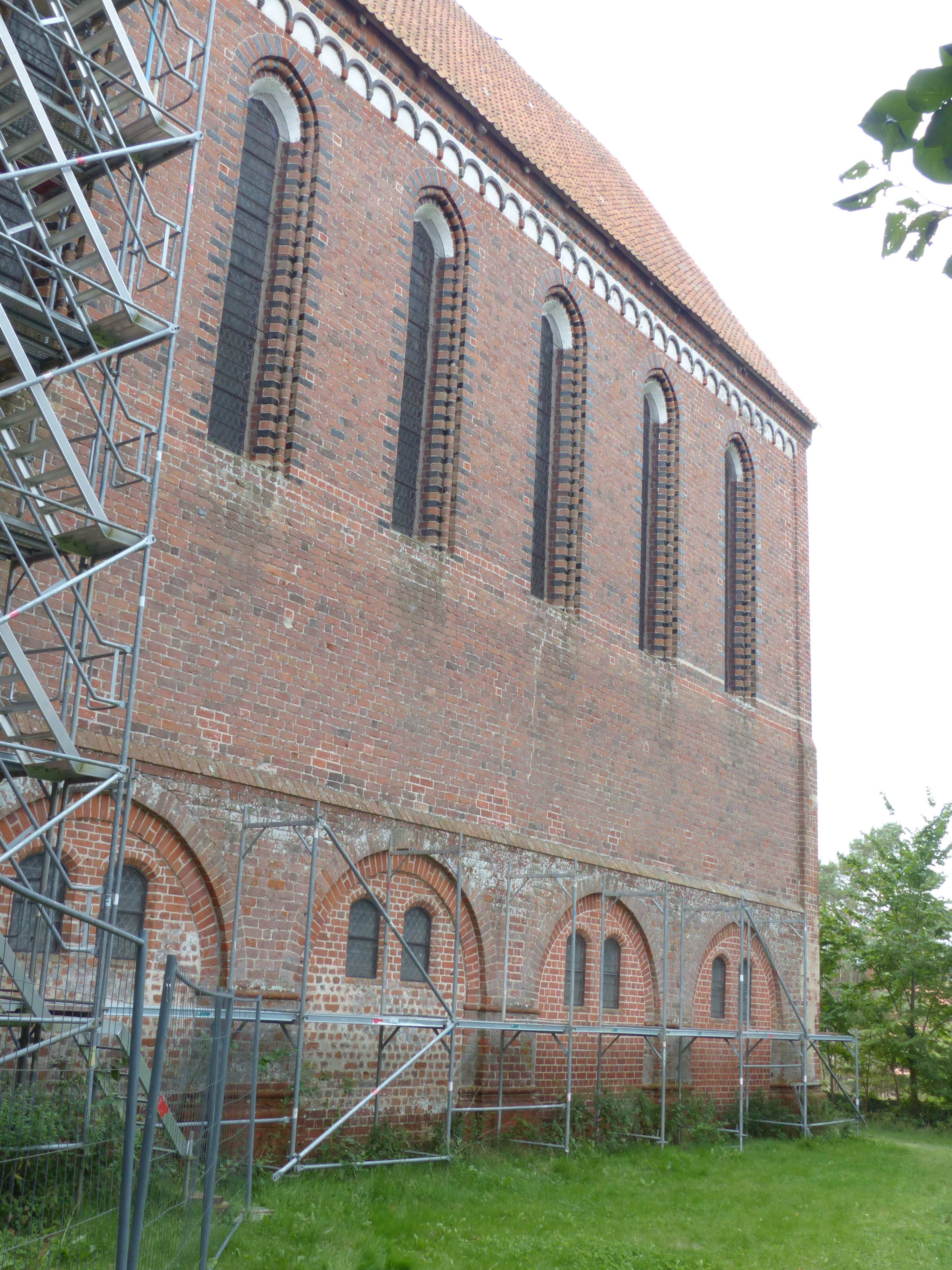
Nordseite, vermauerte Arkade zum abgetragenen Seitenschiff
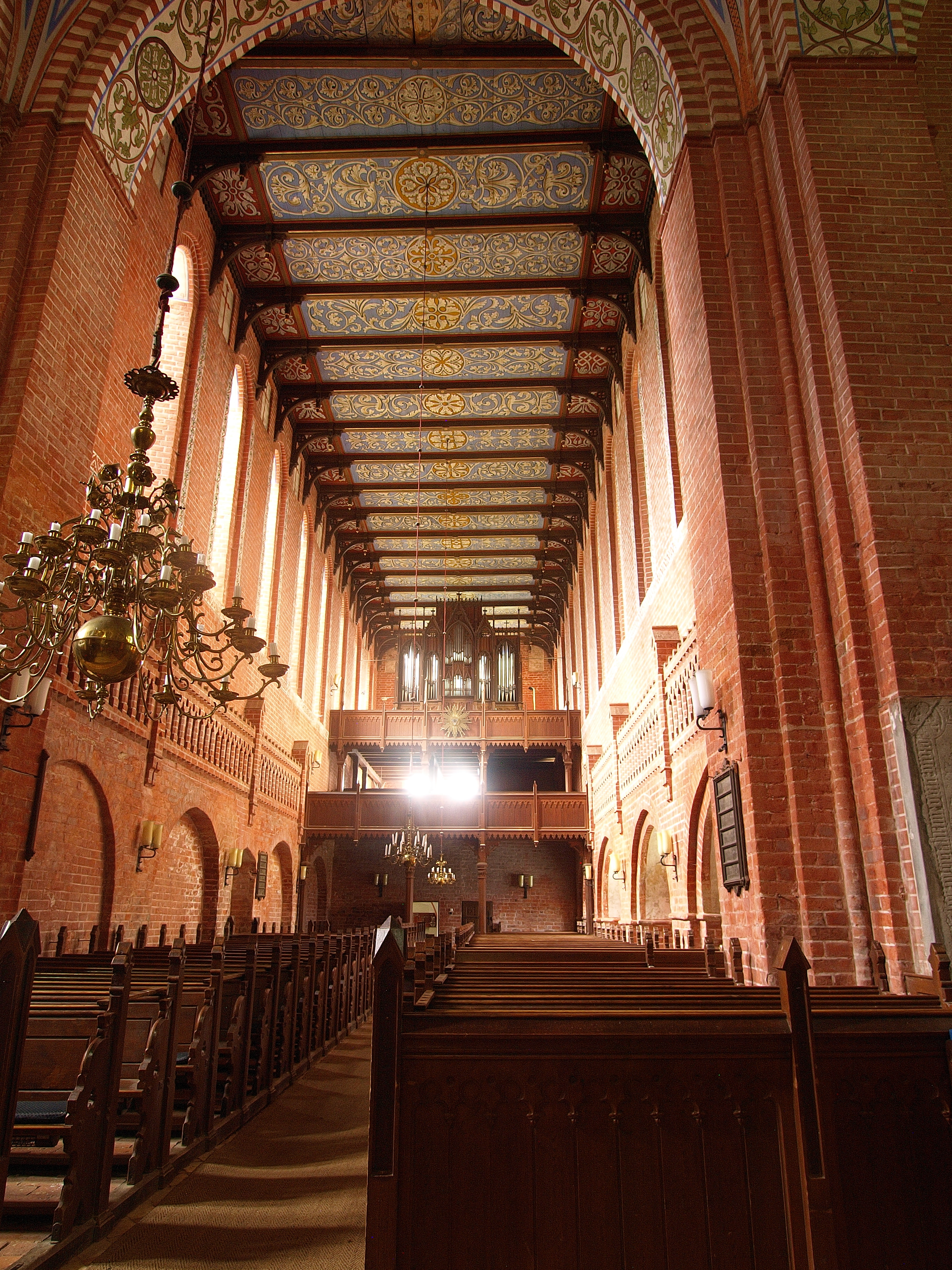
Langhaus nach Westen
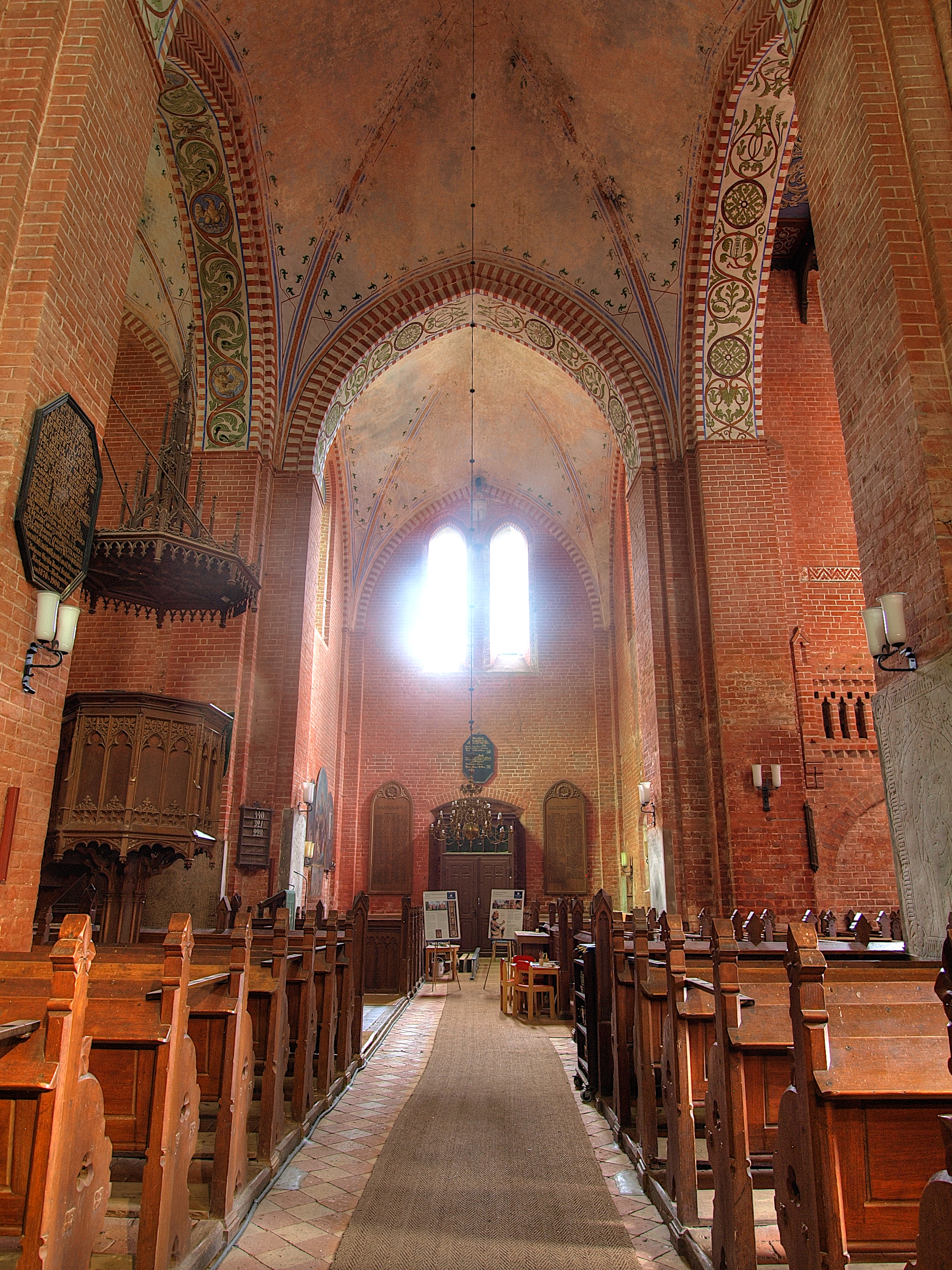
Querhaus nach Süden

Heute ist die Kirche ein einschiffiger, kreuzförmiger Bau ohne Apsiden. Die Länge beträgt 51 m, die Breite des Kirchenschiffes 10,9 m. Von besonderer Bedeutung ist das weitgehend vollständig erhaltene Dachwerk aus den Jahren 1244 bzw. 1251, eines der größten romanischen in Norddeutschland. Als eine frühe Form des sogenannten Kreuzstrebendachs, einer Konstruktionsform, die auf die neuen Anforderungen gewölbter Gebäude reagierte, haben sich eigenständige Dachgefüge über Chor und Querhaus sowie dem Langhaus erhalten.  Stilistisch weist das Bauwerk die Merkmale des Übergangsstils zur Frühgotik auf; es ist mit Lisenen gegliedert und zeigt Rundbogenfriese, Dreifenstergruppen und opus spicatum.
Der Westgiebel wurde im 19. Jahrhundert erneuert und entsprechend gestaltet. Das Langhaus war wohl gewölbt geplant, wurde aber mit Flachdecke ausgeführt. Südlich schloss ursprünglich die Klausur an, an der Außenwand sind die Ansatzspuren zu erkennen. Im Querschiff und im Chor finden sich Grabplatten mit Ritzzeichnungen.
Die Klosterkirche dient heute als Gottesdienststätte der Evangelisch-Lutherischen Kirchengemeinde Neukloster in der Propstei Wismar im Kirchenkreis Mecklenburg der Evangelisch-Lutherischen Kirche in Norddeutschland.

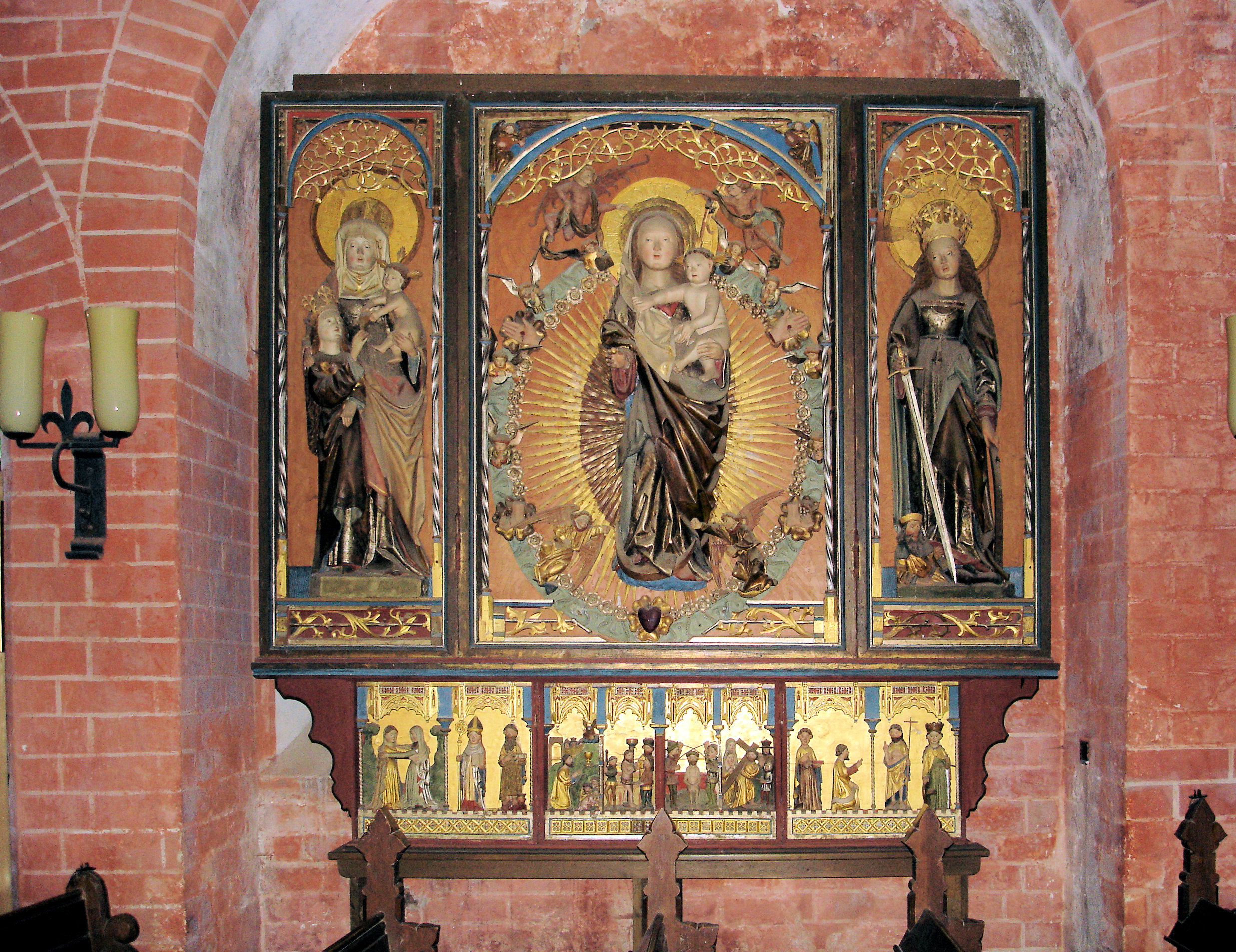
Gotischer Schnitzaltar (2008)

#### Schnitzaltar
Der Altaraufsatz wurde – wohl im 19. Jahrhundert – aus zwei mittelalterlichen Schreinen neu zusammengesetzt. Einzelne Figuren und Gruppen eines kleinen Retabels der ersten Hälfte des 15. Jahrhunderts wurden zu einer Predella umfunktioniert. Sie zeigt links Mariä Heimsuchung, einen unidentifizierten hl. Bischof und Johannes den Täufer, auf König Herodes stehend, in der Mitte vier Passionsszenen: Christus am Ölberg, seine Geißelung, Dornenkrönung und Kreuztragung Christi, rechts Johannes d. Ev., eine kniende Figur, vermutlich den zur Christusfigur der folgenden Arkade gehörenden Apostel Thomas und die hl. Katharina.
Der um 1950 ebenfalls neu bemalte, größere Schrein enthält im Zentrum eine apokalyptische, auf der Mondsichel stehende Madonna im Strahlenkranz. Sie wird flankiert von einer Anna-selbdritt-Gruppe und einer weiteren Katharinenfigur. Dieser Schreinteil, dessen Flügelbemalung verloren ist, wird Anfang des 16. Jahrhunderts geschnitzt worden sein.

#### Glasmalereien

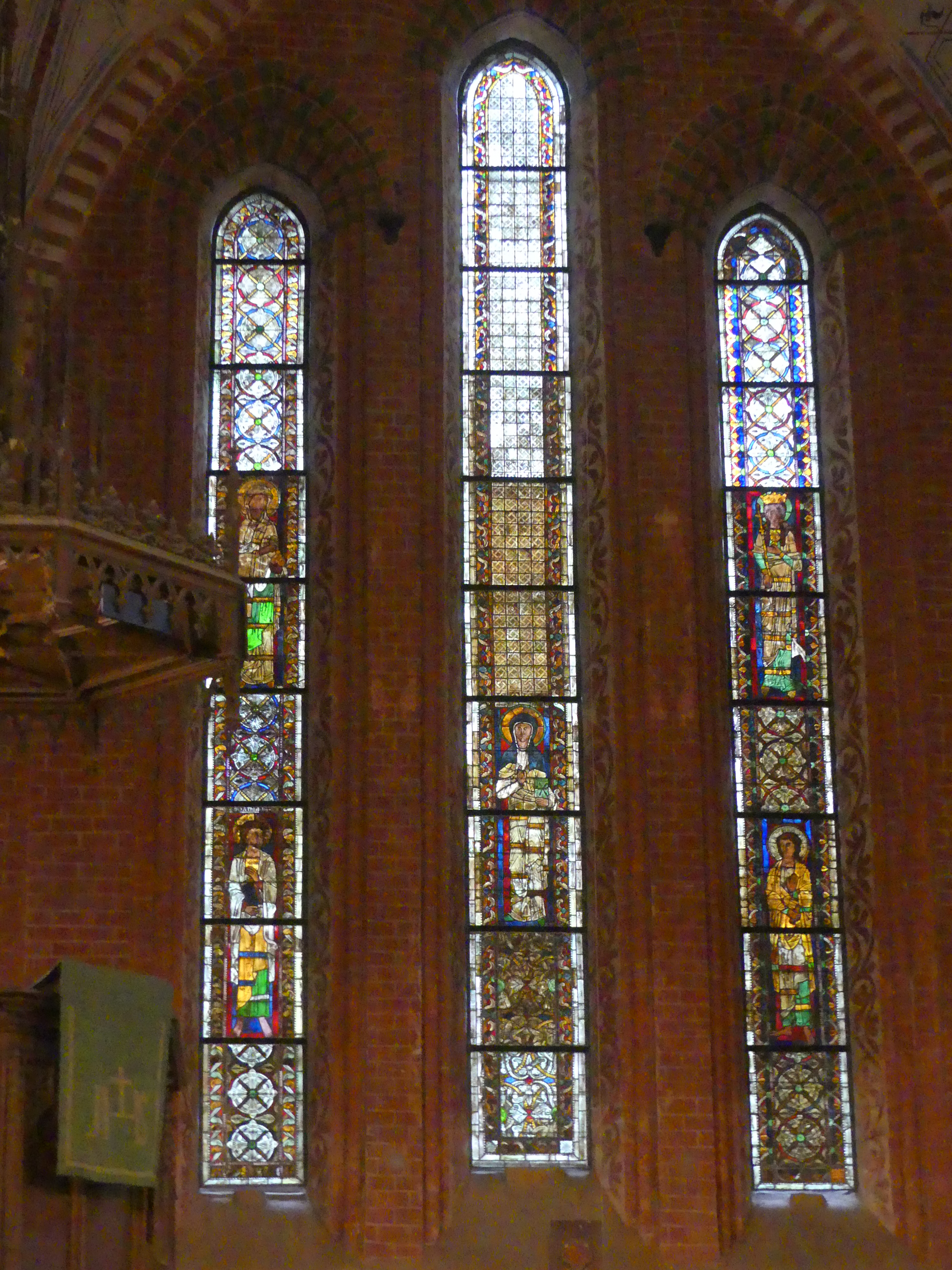
Dreifenstergruppe des Chors, Glasmalereien teilweise noch 13. Jh.

Der wertvollste Schatz der Klosterkirche sind die um 1250 entstandenen Glasmalereien, die 1950/51 nach der Auslagerung während des Zweiten Weltkrieges in der Dreifenstergruppe der Ostwand neu zusammengestellt wurden.
Der spätromanische Glasmalerei-Zyklus im Chor befand sich ursprünglich in den Fenstern des Langhauses. Er zeigt fünf Figuren: die Heiligen Katharina, Magdalena, Elisabeth und die Apostel Matthias und Matthäus. Diese sind die frühesten erhaltenen Glasmalereien Mecklenburgs.

#### Orgel
Bereits 1430 und 1511 wird eine Orgel urkundlich erwähnt. Die heutige Orgel ist ein Werk des Schweriner Orgelbaumeisters Friedrich Friese von 1864, hat zwei Manuale mit 18 Registern und zählt zu seinen größten Orgelbauwerken. Der Orgelprospekt spiegelt den Aufbau einer Barockorgel wider. 1920 durch den Orgelbauer Christian Börger aus Gehlsdorf repariert, hatte sie der Apoldaer Orgelbaufirma Bahr 1970 restauriert und klanglich umdisponiert. 2004 wurde durch den Plauer Orgelbaumeister Andreas Arnold mit der technischen Restaurierung zur Rückführung des originalen Klangbildes von 1864 begonnen. Sie wurde 2010 fachgerecht abgeschlossen.

#### Glocken
Durch einen Brand im Glockenturm im Februar 1989 wurden die beiden dort hängenden Glocken schwer beschädigt.
Die mittelalterliche Glocke von 1461 konnte in Nördlingen repariert werden und läutet wieder. Die größere, 1752 vom Rostocker Otto Gerhard Meyer gegossene Glocke war so stark zerstört, dass eine Reparatur nicht möglich war. Sie steht heute schweigend als Spendenglocke im Eingangsbereich der Kirche im nördlichen Querschiff.
1996 kam eine zweite 2,8 Tonnen schwere in Karlsruhe gegossene mit dem alten Klostersiegel geschmückte Glocke hinzu. Für die im Zweiten Weltkrieg abgegebene und nicht wieder zurückgekommene 1635 durch Jürgen Wulf in Wismar gegossene Glocke hatte man 2002 eine neue Glocke angeschafft. Der auf der Glocke abgebildete Truthahn nach einem Entwurf von Peter Glasbrenner aus Schwäbisch Hall bezieht sich auf die Sage von der goldenen Wiege, die in den Kellern des Klosters verborgen sein soll.

### Klausurgebäude
Da keine Klausurgebäude vorhanden sind, ist eine Rekonstruktion dieser Gebäude nur aus vorhandenen Spuren an der Klosterkirche, den bisherigen archäologischen Grabungen 1935/36 und von 2007 bis 2009 sowie den wenigen Inventarquellen möglich.
Die Klausur mit den Kreuzgängen schloss sich unmittelbar südlich der Klosterkirche an, wie man heute noch an den Schildbogenresten des Südquerhauses und der stark erneuerten Südwand des Langhauses erkennt, in der sich auch die Zugänge zur Nonnenempore befinden. Demnach war der Kreuzgang in diesem Bereich zweigeschossig. Auf der Westseite folgte wahrscheinlich der Flügel mit dem Kapitelsaal und Dormitorium, von wo aus die Nonnen auf direktem Weg über das Kreuzgangobergeschoss in die Kirche gelangen konnten. Auf der Südseite folgte das Refektorium. Reste der Pfeiler die auf eine zweischiffig gewölbte Anlage hinweisen, fanden sich im Zuge der Ausgrabungen von 1935. Im Osten war diesen Befunden nach nur der Kreuzgang vorhanden.

### Glockenturm

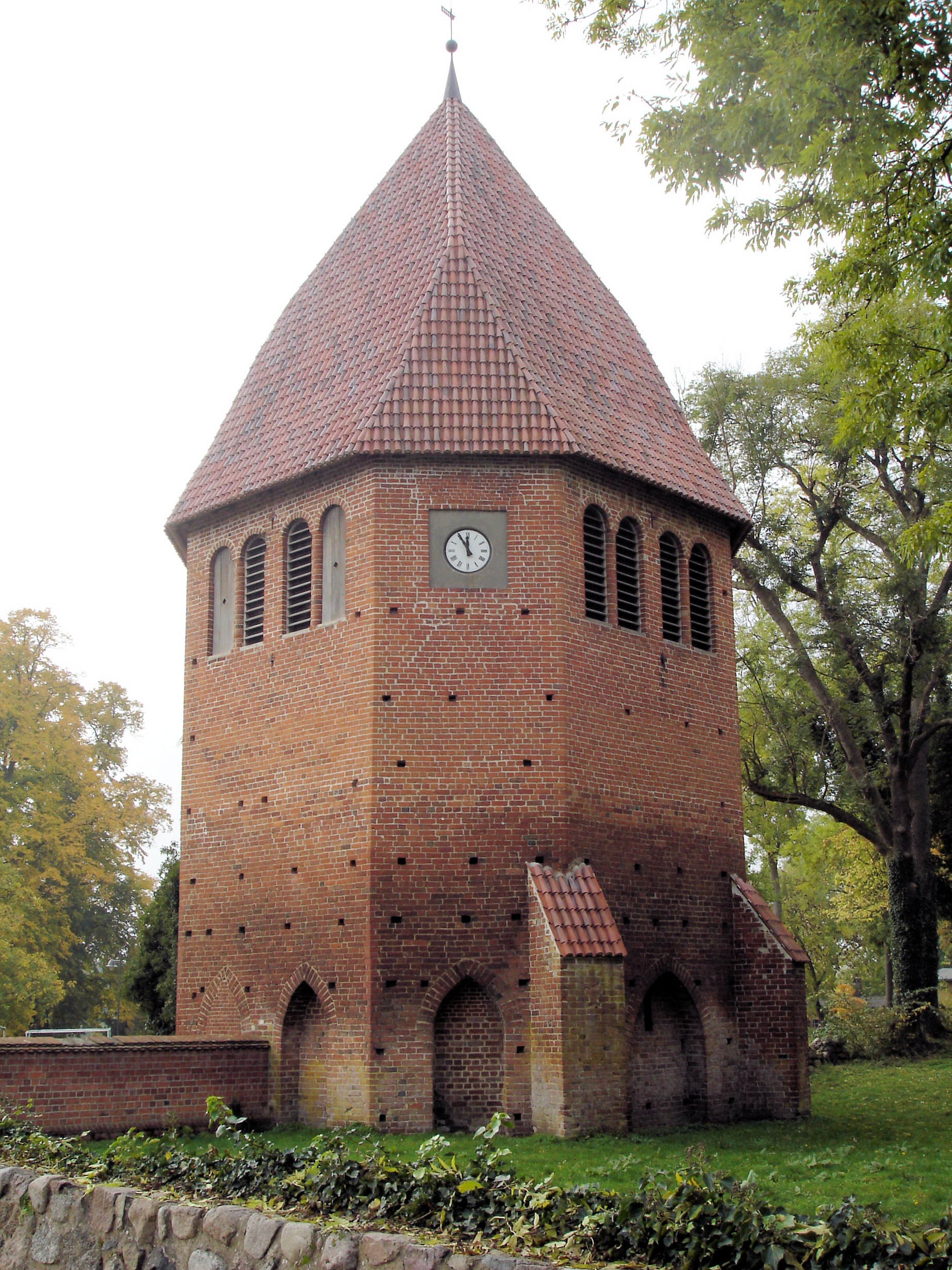
Glockenturm (2008)

Der Glockenturm südlich der Kirche gehört zu den Merkwürdigkeiten des ehemaligen Klosters.
Sein akkurat gemauertes Erdgeschoss stammt noch aus der Zeit um 1280. Erst nach der Säkularisation des Klosters wurde der Turm 1586 auf zwölf Meter Höhe erhöht und mit dem eigentümlichen Turmhelm abgeschlossen. Auf achtseitigem polygonalem Grundriss entstanden, verbirgt er in seinem Inneren einen weiteren achteckigen Baukörper, der wiederum einen kleinen quadratischen Raum versteckt. Rundbogige Doppelfenster als paarige Schallöffnungen befinden sich im oberen Bereich des Turmes unter der Traufe. Das achtseitig ansetzende Dach endet in einer vierseitigen steilen Pyramide.
Dicht unter den Südfenstern sind zwei Terracotta-Wappen von Herzog Ulrich von Mecklenburg (1527–1603) und seiner Gemahlin Elisabeth von Dänemark (1524–1586) angebracht, die die Mittel für die Aufstockung des Turmes zur Verfügung stellten.
Wozu dieser Turm zu seiner Erbauungszeit gedient haben mag, bleibt rätselhaft. Handelte es sich hier bereits um einen Glockenturm, in dessen quadratischem Mittelschacht das Seil für die Glocke hing? Oder war es ein Beinhaus ähnlich dem des Klosters Doberan.
Bei einem durch spielende Kinder verursachten Brand des Glockenturms im Februar 1989 wurde die große 1572 in Rostock gegossene Glocke stark beschädigt und steht heute im nördlichen Querschiff der Kirche als Spendenglocke. 1992 wurde der Turm originalgetreu unter Verwendung erhaltener Holzteile wieder hergestellt.

### Propstei

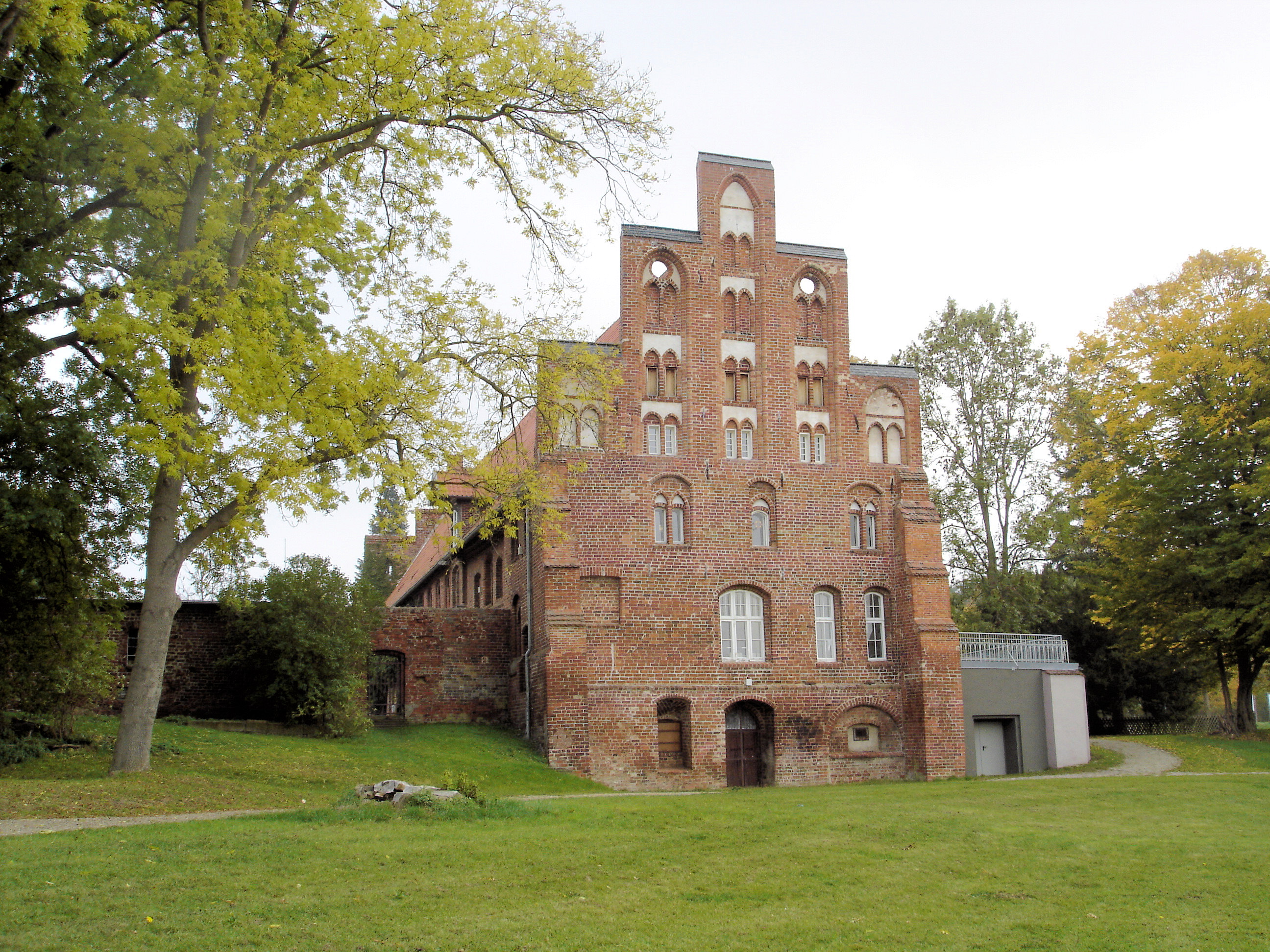
Ehemalige Propstei (2008)

Im Süden der ehemaligen Klosteranlage befindet sich die frühere Propstei, der Sitz des Klosterpropstes. Es handelt sich um einen langgestreckten Backsteinbau von über 45 Metern Länge und 14 Metern Breite, vollständig unterkellert, darüber zweigeschossig aufragend und mit steilem Satteldach überdeckt. Im Osten und Westen befinden sich repräsentative Schaugiebel. Beide besitzen einen stufenförmigen Abschluss, jedoch wurde der aufwendigere Ostgiebel in der Neuzeit von ursprünglich drei Stufen auf fünf Stufen verändert.
Neben Wohn- und Verwaltungszwecken diente das Gebäude auch Lagerzwecken, weshalb der kreuzrippengewölbte Kellerteil von der Westseite her ebenerdig durch eine rundbogige Toreinfahrt erschlossen war. Die Wände sind durch unterschiedlich gestaltete Nischen für Kerzen belebt.
Eine weitere Besonderheit ist das vollständig erhaltene Dachtragwerk aus der Erbauungszeit. Das schlichte Sparrendach mit drei angeblatteten Kehlbalkenlagen besteht aus 36 Eichenholzgebinden. Durch dendrochronologische Datierung ließ sich die Fertigstellung der Propstei mit anschließender Aufrichtung der beiden Giebel in das Jahr 1301 datieren, ein ganzes Jahrhundert früher als bislang vermutet.
Damit gehört die Propstei zu den bedeutendsten hochgotischen Profanbauten in Mecklenburg.

## Sagen

### Die goldene Wiege in den Kellern des Klostergebäudes zu Neukloster
Von dieser Sage sind mehrere Fassungen überliefert. Die älteste und umfangreichste Fassung findet sich in Band 2 der Sammlung Mecklenburg's Volkssagen von Albert Niederhöffer (Leipzig 1859) unter der laufenden Nummer 63 auf den Seiten 18 bis 21; Gewährsmann für diese Fassung war der Organist und Lehrer L. Pechel aus Röbel. Unter dem Titel 346. Kuhnhahn in Neukloster. bringt Karl Bartsch unter Berufung auf „einen Seminaristen in Neukloster“ eine sprachlich weniger gelungene Kurzfassung.
Die Sage berichtet, dass die Nonnen beim Anbruch der Reformation aus Furcht vor Zerstörung des Klosters und in der Hoffnung, dass in ruhigeren Zeiten vielleicht ein Wiederaufbau ihres Klosters und des ganzen Ortes möglich sein werde, einen gewaltigen Schatz an Goldmünzen in einer goldenen Wiege in die Kellergewölbe des Klosters gebracht haben. Zum Wächter dieses Schatzes wurde ein riesiger schwarzer Truthahn mit glühenden Augen bestellt, der Tag und Nacht ohne Schlaf die Wiege umschreitet. Falls ein habgieriger Schatzräuber nach der Wiege sucht, löscht der Truthahn ihm mit seinen gewaltigen Flügeln das Licht aus. Wenn das Kloster und der Ort aber einmal zerstört werden sollten, verschwindet der unheimliche Wächter und der Schatz kann zum Wiederaufbau des Klosters und des Ortes geborgen werden.
Die erwähnte Kurzfassung der Sage verlegt den Ort des Schatzes in einen unterirdischen Gang zwischen dem Pachthof und der Klosterkirche und behauptet, dass damals auf dem Pachthof noch eine Kuhnhahnskeller genannte Stelle gezeigt wurde, wo sich der Eingang befunden haben soll.

## Pröpste und Priorinnen
Namen und Jahreszahl bezeichnen die urkundliche Erwähnung als Propst und Priorin.

### Pröpste
| - 1218 Alverich - 1230 Gerhard - 1235 Adam - 1272 Heinrich I. von Bibow - 1275 Johannes - 1280 Albert I. von Lauenburg - 1287 Gottschalk - 1320 Nikolaus I. - 1338 Heinrich II. - 1357 Gerhard vom Sande - 1362 Albert II. Daan - 1366 Heinrich Retzekow - 1371 Nikolaus II. Graf - 1385 Johannes Reynwersdorp | - 1495 Meynhard von Minden - 1399 Nikolaus Bulder - 1414 Heinrich Slap - 1416 Heinrich Goldberg - 1431 Johannes Achim - 1436 Gerhard Brüsewitz - 1443 Heinrich Vogedeshagen - 1449 Henning Karls - 1455 Johann Pastow - 1458 Matthäus Noitemann - 1465 Heinrich Schwertfeger - 1479 Nikolaus Kumerow - 1495 Jakob Barstorp - 1502 Joachim Köpke - 1510 Johann Reynecke - 1529 Christian Flügge - 1531 Henning von Pentz, als letzter Propst, davor bei den Dobbertiner Benediktinerinnen, wohnte bis 1550 in Neukloster, führte 1550 noch als Propst den Vorsitz bei der Bischofswahl in Schwerin, ab 1551 Dompropst zu Schwerin und auch Dekan in Ratzeburg, am 5. Januar 1555 in Wismar verstorben, dort in der Dominikanerkirche bestattet, sein Grabstein mit dem Wappen der Familie von Pentz steht in der Georgenkirche zu Wismar. - 1542 Stephan von Stein |

### Priorinnen
| - 1231 Mechthildis - 1233 Walburgis - 1254 Adelheid I. - 1302 Jutta - 1315 Ludgard - 1327 Elisabeth - 1365 Mechthild von Gantzow - 1371 Adelheid II. - 1393 Walburg von Schöneick - 1402 Adelheid von Preen - 1404 Bertha von Luchow - 1414 Katharina von Parum | - 1416 Anna von Preen - 1423 Ghese Barenbrügge - 1430 Anna von Preen - 1439 Engel von Sperling - 1443 Anna von Sperling - 1454 Ermgard von Lüdersdorf - 1465 Margarete von Kuhlen - 1474 Ghese von Bernstorff - 1493 Sile von Berner - 1495 Armgard von der Lühe - 1525 Beke von Platen - 1546 Anna von Bernstorf |

### Celleraria
- 1371 Wyndelburgis

### Scholastica
- 1371 Ida

### Gedruckte Quellen
- Mecklenburgisches Urkundenbuch (MUB)
- Mecklenburgische Jahrbücher (MJB)

### Ungedruckte Quellen
Landeshauptarchiv Schwerin (LHAS)
- LHAS 1.5–4/13 Kloster Neukloster. (Sonnenkamp)
- LHAS 1.12–1 Chroniken. Nr. 1.
- LHAS 2.12–3/4 Kirchen und Schulen. Generalia und Specialia.
- LHAS 2.12–3/5 Kirchenvisitationen. (1558–1600)
- LHAS 2.22–10/30 Domanialamt Warin-Neukloster-Sternberg-Tempzin.
- LHAS 9.1 Reichskammergericht. Nr. 1064. (1564–1569)
- LHAS 12.3–6/2 Nachlass Lorenz. Neukloster Nr. 2–4, 9, 10, 28–31.

Landeskirchenarchiv Schwerin (LKAS)
- LKAS Akte Nr. 47, Bauten der Kirche zu Neukloster. (1815–1867)
- LKAS OKR Herrschaft Wismar-Neukloster.

Landesamt für Kultur und Denkmalpflege (LAKD)
- LAKD Ortsakte Archäologie und Denkmalpflege, diverse Grabungsdokumentationen.
- LAKD Planarchiv.